# Cochranella pulverata
Cochranella pulverata là một loài ếch trong họ ếch thủy tinh Centrolenidae. Chúng được tìm thấy ở trung-nam Honduras phía nam đến tây nam Ecuador.

## Footnotes
1. ↑  Solís et al. (2008)